# Pre-incasso
Een pre-incasso is een procedure waarin wordt geprobeerd de openstaande rekening te innen bij een debiteur, voordat er daadwerkelijk wordt overgegaan tot het starten van een incassoprocedure bij een incassobureau met de daarbij behorende rente en administratiekosten.
Dit is vooral makkelijk voor het midden- en kleinbedrijf, omdat deze vaak te maken hebben met vaste klanten die zouden kunnen worden weggejaagd door een daadwerkelijke incassoprocedure van een incassobureau.  
Bij een pre-incasso wordt per brief, per e-mail of per sms uitdrukkelijk vermeld dat het de laatste keer is dat het openstaande bedrag door de debiteur kan worden betaald voor er daadwerkelijk een incassoprocedure wordt gestart. Het bankrekeningnummer van de crediteur wordt hierin vermeld en het komt voor dat er in een e-mail de mogelijkheid wordt gegeven direct te betalen met iDEAL. Ook wordt er duidelijk gemaakt dat niet betalen zal leiden tot een daadwerkelijke incassoprocedure.
Ook wordt er tegenwoordig gebruikgemaakt van sms en/of e-mail voor een zogenaamde attendering waarin wordt vermeld dat de betalingstermijn waar binnen moet worden betaald bijna verlopen is en dat daarna daadwerkelijk wordt gestart met  een incassoprocedure door een incassobureau. Hierdoor wordt de debiteur aangespoord op tijd te betalen.
Door direct na het versturen van de factuur tot aan het verstrijken van de betaal termijn de debiteur te wijzen op zijn rechten en plichten, kan de crediteur direct na het verstrijken van de betalingstermijn beginnen met een daadwerkelijke incassoprocedure van een incassobureau.